# Lacus Temporis
Lacus Temporis (lat.: See der Zeit) ist ein erstarrter Lavasee auf dem Mond, der von der Entstehung her den größeren Maria gleicht. Die Bezeichnung wurde durch die Internationale Astronomische Union im Jahr 1976 festgelegt.
Die kleine Meeresfläche hat einen mittleren Durchmesser von 117 Kilometern und liegt im Nordosten der erdzugewandten Mondseite bei den selenografischen Koordinaten 45,9 Grad Nord und 58,4 Grad Ost.